# Stare Skały
Stare Skały – skały we wsi Borzęta w województwie małopolskim, w powiecie myślenickim, w gminie Myślenice. Pod względem geograficznym rejon ten należy do Pogórza Wielickiego w obrębie Pogórza Zachodniobeskidzkiego.
Stare Skały zbudowane są z piaskowca istebniańskiego. Znajdują się w lesie nad lewym brzegiem Jeziora Dobczyckiego. Dojazd ulicą Kazimierza Wielkiego w Myślenicach, następnie gruntową drogą przez las. Stare Skały to mur skalny, na którym uprawiany jest bouldering. Jest 18 dróg wspinaczkowych o trudności od 6a do 7b w skali francuskiej. Start z pozycji stojącej lub z siedzenia.
1. Bez nazwy; 6a
2. Mały trawers; 6b
3. Mythos; 6b
4. Mythos (bez lejka po prawej); 6b
5. Malboro; 6c
6. LM; 6c
7. Jang; 6c
8. Warhammer; 6c
9. Atak fantazji; 6c
10. Ciasny, ale własny; 7b
11. Sprostowanie; 6c
12. Pozor, bedu triskać; 6Aa
13. Pozor, bedu triskać (wersja); 6b
14. Mały trawers; 6c

Kombinacje
1. Młot na czarownice; 7b
2. Bez fantazji; 6c
3. Atak Warhammera; 7a
4. Niski trawers; 7c[1].

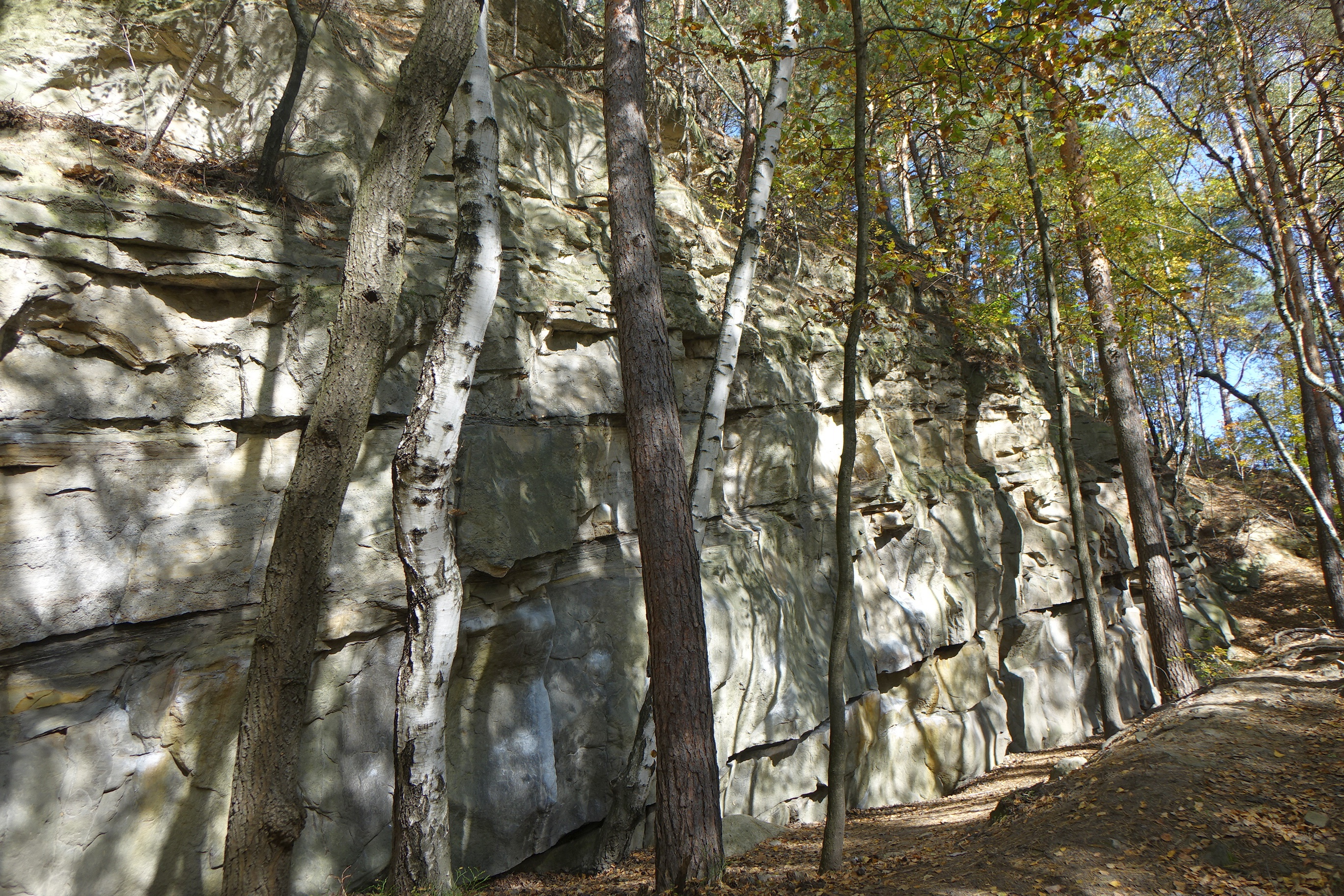
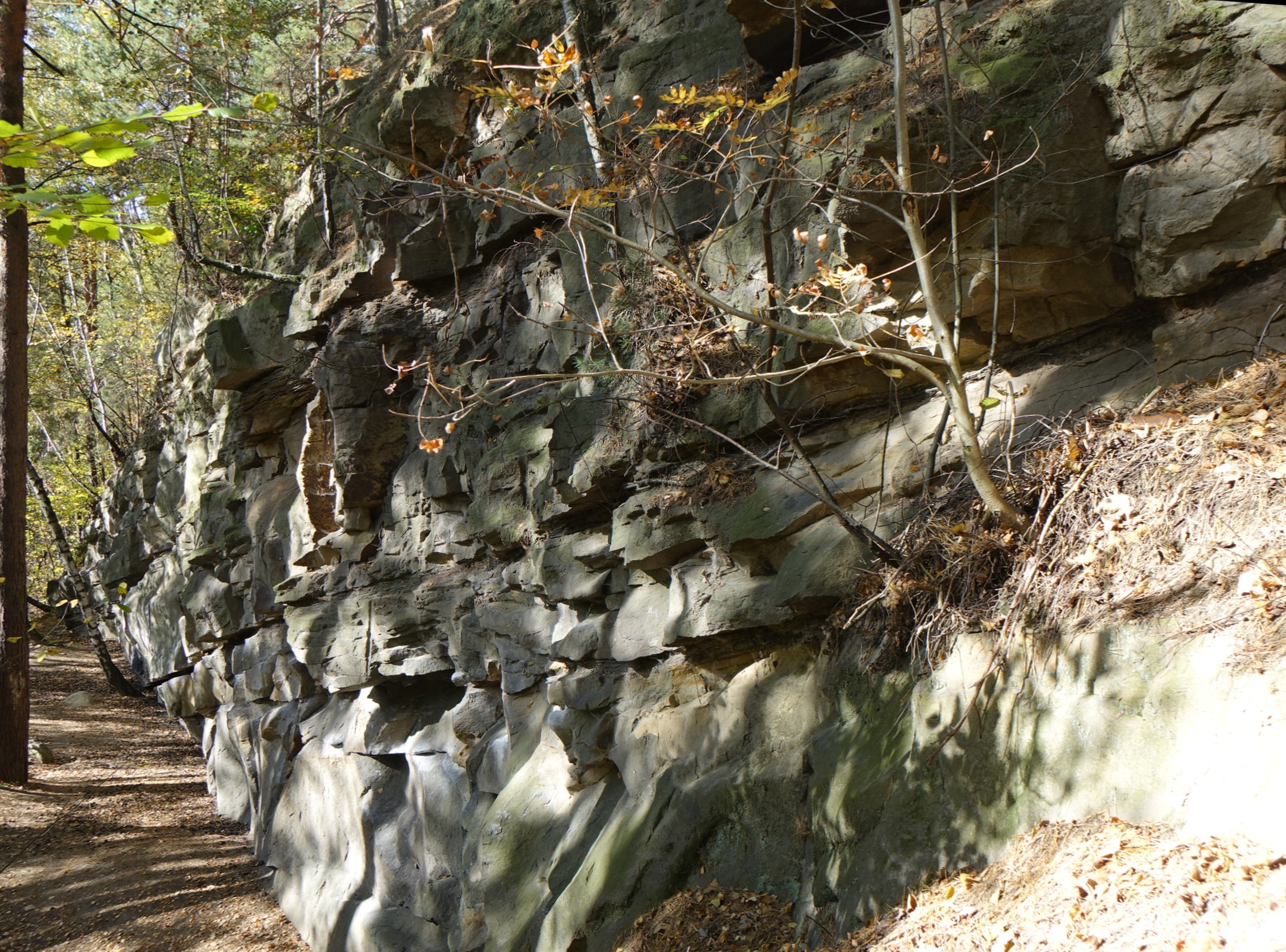
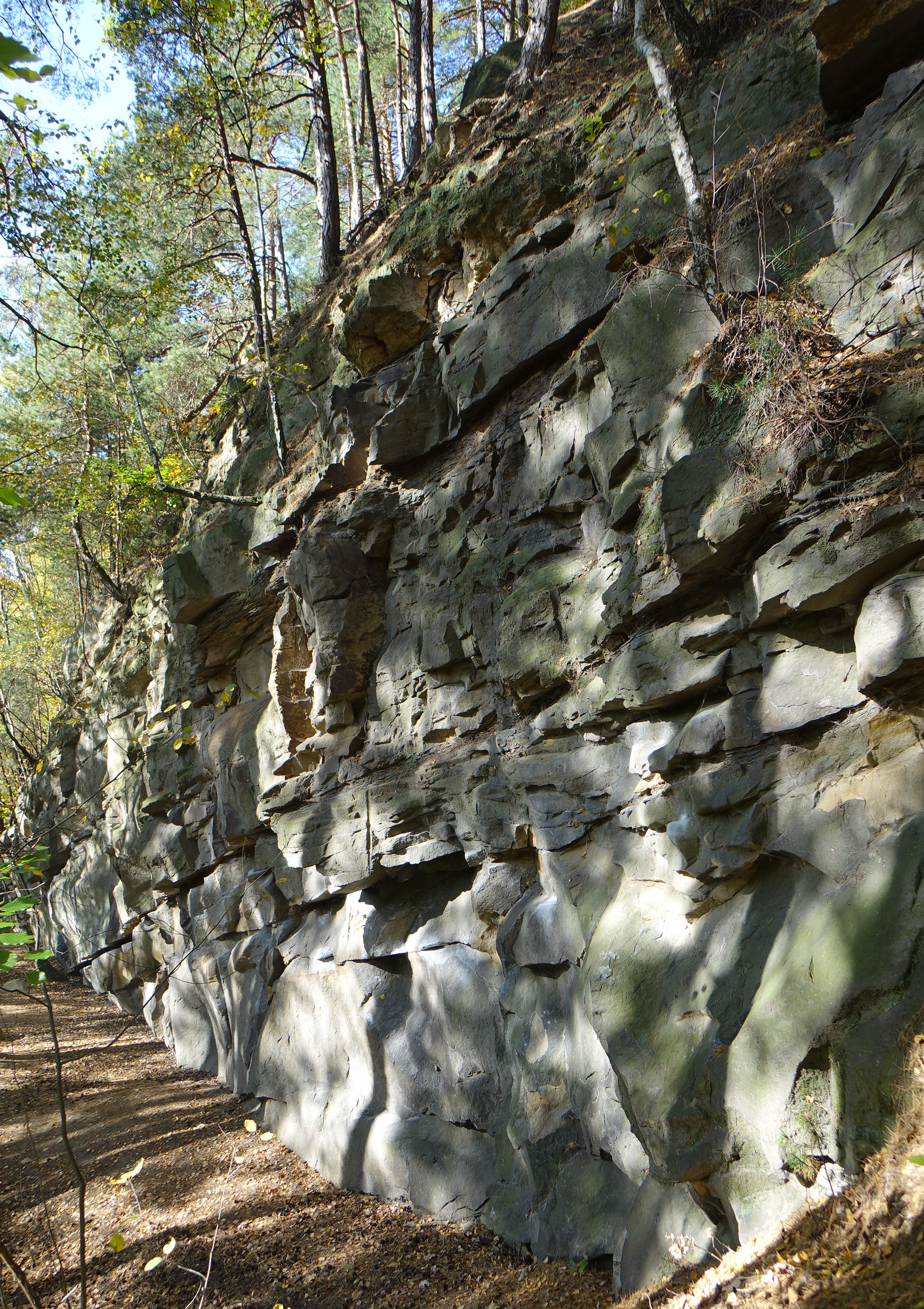
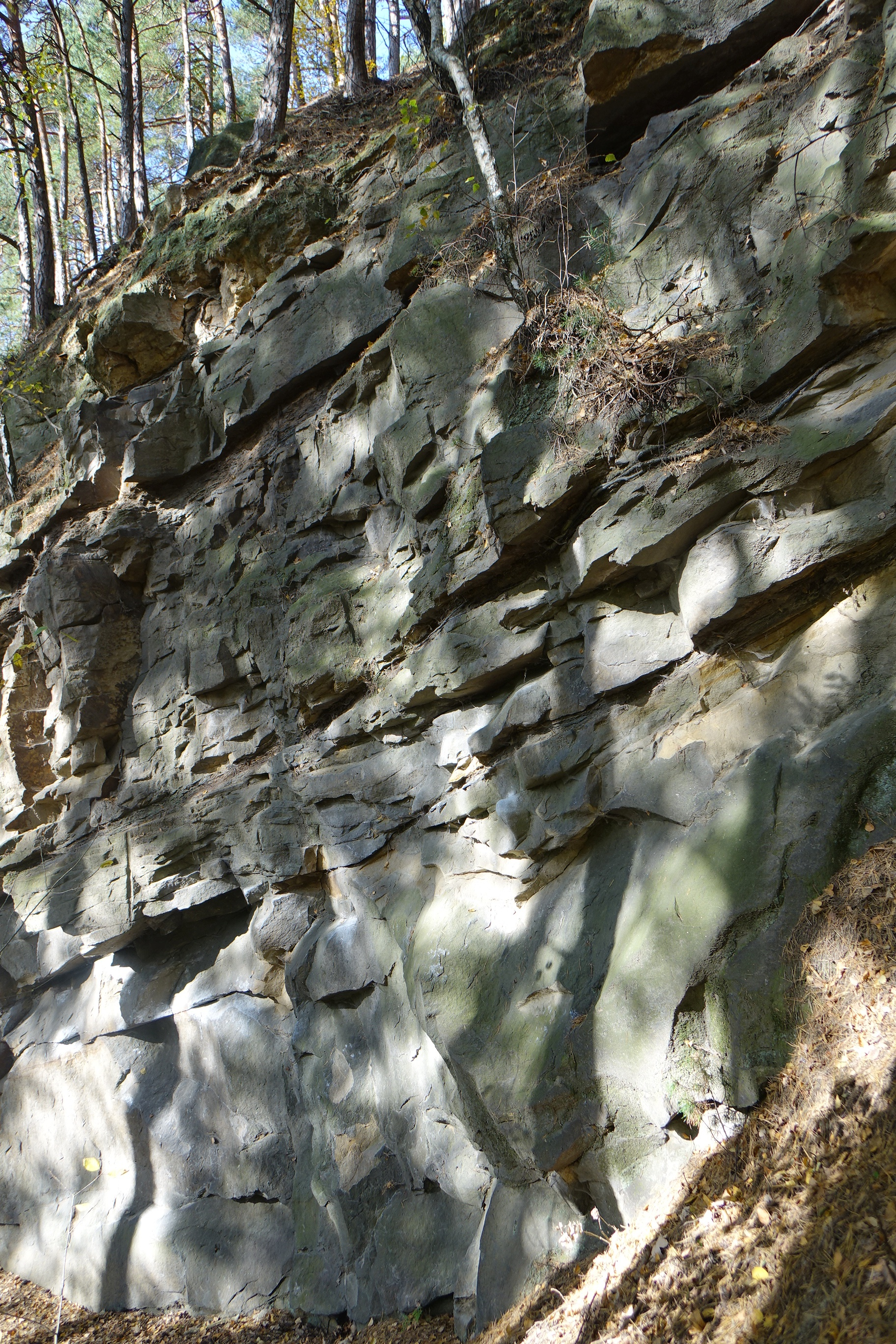
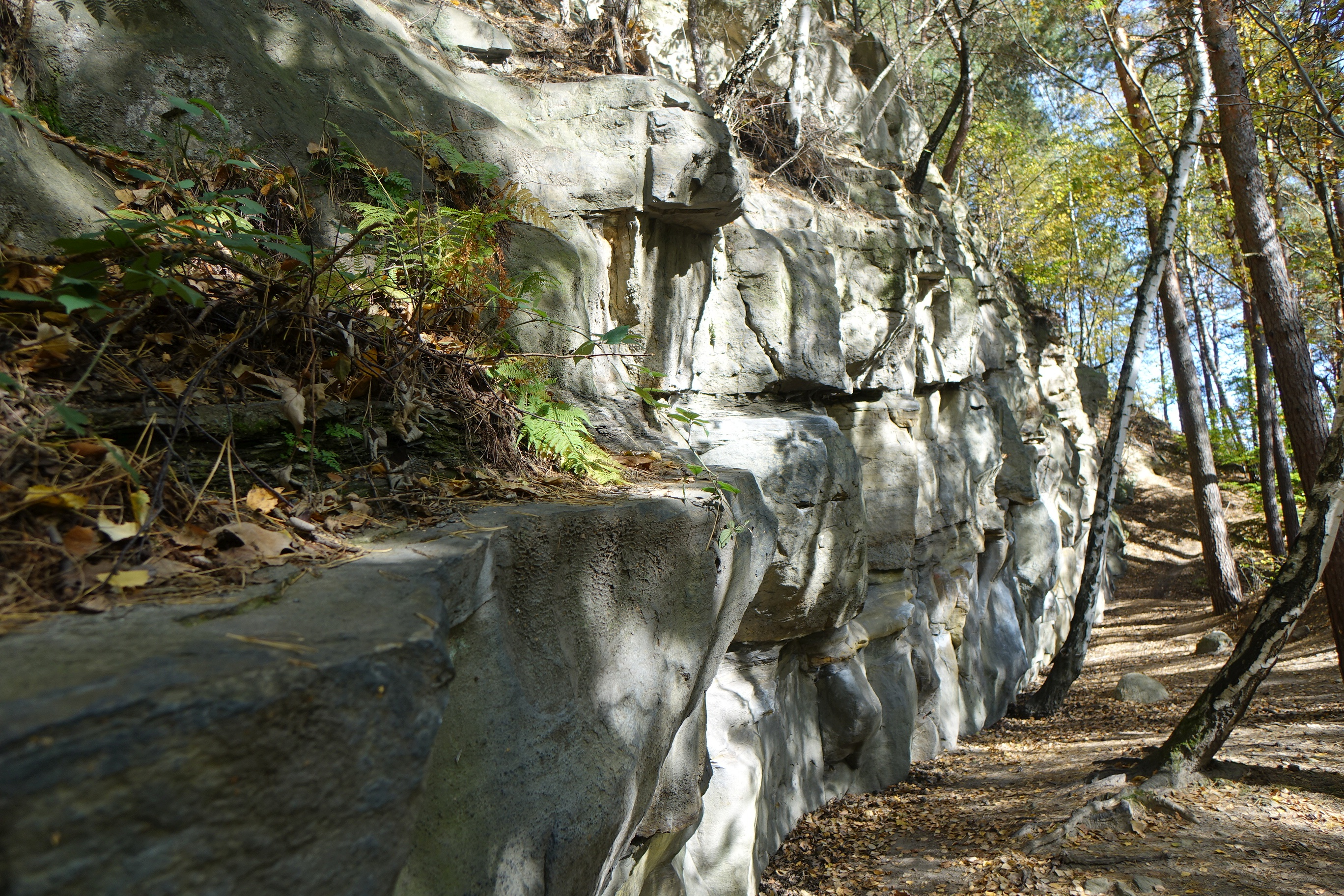

W bliskiej odległości od Starych Skał znajdują się następne skały boulderingowe: Nowe Skały, Ruchliwa, Nosek, Sąsiadka, Sąsiad. Ich odszukanie w lesie jest trudniejsze.